# Федорак Іван
Іван Федорак (літ. псевд. Іван Садовий; *13 лютого 1890, Іллінці — †18 листопада 1954 ) — народний вчитель, видатний майстер українського слова, громадський і культурний діяч.

## Біографічні відомості
Народився 13 лютого 1890 року в с. Іллінці Снятинського повіту на Станіславщині (нині Снятинського району на Івано-Франківщині) в родині Марії і Федора Федораків. Батько — свідомий селянин, активний член «Народного дому». Він був прекрасний кушнір, талановитий столяр, колодій, швець, бондар, а понад усе — рільник.
Розуміючи потребу отримання освіти, батько віддав сина 1902 року на навчання в Коломийську гімназію.
З 1910 року І. Федорак продовжив навчання в Заліщицькій учительській семінарії, в якій директорував Осип Маковей.
1947 року сім'ю Федорків було насильницько вивезено в Караганду.
18 листопада 1954 року, на 64-му році життя, Іван Федорак помер на казахській землі.
У серпні 2006 року за ініціативи і безпосередньої участі відомого краєзнавця Теофіла Виноградника разом з Мирославом Анатійчуком прах Івана Федорака перевезено із Караганди і при широких поминальних заходах 3 вересня перезахоронено на батьківській русівській землі.

## Трудовий шлях
1913 року, закінчивши учительську семінарію, І. Федорак отримує посаду вчителя в с. Новоселиці на Снятинщині. Немало парці доклав, аби заснувати в селі читальню. Чужинці-урядовці переслідували тих учителів-українців, які дбали про розвиток духовності і національного відродження. Тривали постійні незгоди зі шкільними інспекторами. Не забарилося переведення Івана Федорака «зі службових потреб» на інше місце праці.
З травня 1914 року він працює у Видинівській школі.
Два роки перебував на австрійському фронті.
1921 року з тих же «службових потреб» переведний вчителювати у с. Русів. «Оглядаю школу. Будинок старий, довгий, понурий, все нагадує, лиш не школу», — писав він про свої перші враження.[1]
Тут, у Русові, на цій благодатній землі у всій повноті розквітнув учительський талант Федорака, визріло письменницьке вміння, в бурхливому вирі розлилася громадська праця.
Федорак залучає всіх дітей до школи, дорослих — до безплатного навчання грамоти; організовує читальню, а при ній аматорські гуртки, допомагає селянам у створенні громадсько-збутових кооперативів, проводить Шевченківські вечори, відзначення ювілеїв письменник-земляка Василя Стефаника. Їх єднали спільні громадські справи і письменницькі інтереси. Двадцять шість років вони жили поруч, бували один в одного, ділилися своїми планами. Спільно створили будівничий комітет, зібрали кошти й організували спорудження нової школи в Русові, яку будували впродовж 1925—1927 років. Дідич села Броніслав Теодорович всіляко сприяв будівництву і сам розробив план будови двоповерхової школи.
Завдяки наполегливості Івана Федорака Русівська початкова школа у 20-30-их роках була єдиною на Покутті, де навчання дітей здійснювалось українською мовою.
Василь Стефаник був весільним старостою у Федорака (1922) і хрещеним батьком єдиної дочки Дарки.
Своєю працею Іван Федорак нажив великого авторитету в громади. В школі панував зразковий порядок.
Як учитель-новатор перебував у постійному пошуку. Діти охоче відвідували школу, одержували ґрунтовні знання, добре виховання, за порадою і настановою вчителя. Директорував він у Русівській школі з 1921 по 1947 рік.

## Творча діяльність
Письменницькі проби Івана Федорака припали на студентські та перші роки вчителювання. На сторінках часописів з'явилися його перші оповідання. Нелегко їх зібрати, бо підписані вони різними іменами: Рибалка, Діброва, Іван Садовий. Останній псевдонім найуживаніший. Відомі назви більш як двох десятків оповідань: «Білі і чорні вівці», «Сльози», «Нерви», «Перед заходом сонця», «Квіти на чужій землі», «Шантаж», «Вища школа», «На похилій площі», «Бунтівник», «Емерит», «Сумерк», «Рветься нитка», «Слата», «Одна візитація», «Непрошений гість» та ін.
Іван Федорак як письменник формувався під впливом Осипа Маковея. Заохочував його до письменницької праці Марко Черемшина.
У 1922—1939 роках Іван Федорак написав п'єси «Депутати до Відня» і «Побережники», які з успіхом ставили на сценах Народних домів Покуття і Галичини. 1928 року їх видали окремим книжечками у Тернополі.
І. Федорак є автором п'єс «Гріх і покаяння», «В панському царстві», «Свідки», хоча текст останньої й досі не вдалося відшукати. Для дітей була написана п'єса «На святого Миколая».
Популярність і письменницьке визнання Федоракові принесли його повісті. Всі вони підписані псевдонімом — Іван Садовий. 1935 року в світ вийшла повість у двох частинах «Безіменні плугатарі», видав її Іван Тиктор у серії «Українська бібліотека». Тут же побачила світ повість «Танок смерті» (1937). До речі, один примірник повісті «Безіменні плугатарі» з пожовклими сторінками зберігся у дочки автора Дарії, котра після заслання у Воркуту повернулась до Коломиї.
У 1938—1939 роках Іван Федорак написав третю повість «Весняний гамір». Це зрілий з літературного погляду твір.
День 21 жовтня 1947 року став кінцем педагогічної і письменницької праці І. Федорака. Його з дружиною було насильницьки вивезено на постійне проживання в Караганду. Дано двадцять хвилин на збір найнеобхідніших речей і харчів. Рукописи письменника було знищено. Вдалося заховати тільки «Весняний гамір».
З плачем проводжало село дорогого вчителя. Ніхто не міг зарадити цій біді. Два роки жили в землянці-бараці 120 нещасних переселенців. Їли раз на день. Щоб не померти з голоду, вже немолодому Федоракові довелося працювати у вугільній шахті.
Гірко сумував Іван Федорак за рідним краєм, своїми учнями. В Караганді письменник написав об'ємисті спогади «Мій шлях».
Завдяки великій організаторській роботі краян — Президента УНР в екзилі Миколи Плав'юка й письменника, лауреата Національної премії України ім. Т. Шевченка Яреми Гояна побачило світ нове видання (2003) — «Безіменні плугатарі», у якому поміщені повісті «Веселий гамір», «Безіменні плугатарі», «Танок смерті» та комедії «Депутати до Відня» і «Побережники».

## Сім'я
Для Івана Федорака вірним супутником життя, його порадником і опорою на тяжкій ниві народної освіти і в громадських справах була дружина Катерина *1898 (уродженка с. Видинова, з відомої родини Іллі Берлада), з якою одружились 15 липня 1922.
Дочка Дарія *20.11.1923 — навчалася у Львівському медичному інституті, згодом працювала медсестрою у Снятинській лікарні.

## Друковані видання
1. Садовий І. Ф. Безіменні плугатарі: Повісті, п'єси: Для ст. шк. віку / [Упоряд. та передм. Т. І. Виноградника; Худож. оформл. М. С. Пшінки]. — К.: Веселка; Вид-во імені Олени Теліги, 2003. — 591 с.: іл. — («Повернені із забуття»).
2. Федорак Іван. Весняний гамір: Повість, п'єси / Упоряд. М. Балан, передм. М. Дідуха. — Коломия, 2004. — 190 с.
3. Федорак Іван. Мій шлях: Спогад / Упоряд. Т. Виноградник. — Снятин: ПрутПринт, 2009. — 328 с.

## Вшанування пам'яті
Пам'ять про цю чудову людину, талановитого педагога й оригінального письменника жива.
У рідному селі Русові оформлено кімнату-музей Івана Федорака, де зібрано його особисті речі, твори.
Його іменем названо сільську школу, а перед школою відкрито йому пам'ятник (1990).
На колишньому приміщенні школи, де з 1921 по 1947 роки проживав і працював Іван Федорак, встановлена меморіально-барильєфна таблиця.
Одна із вулиць села носить ім'я письменника.